# 8633-as mellékút (Magyarország)

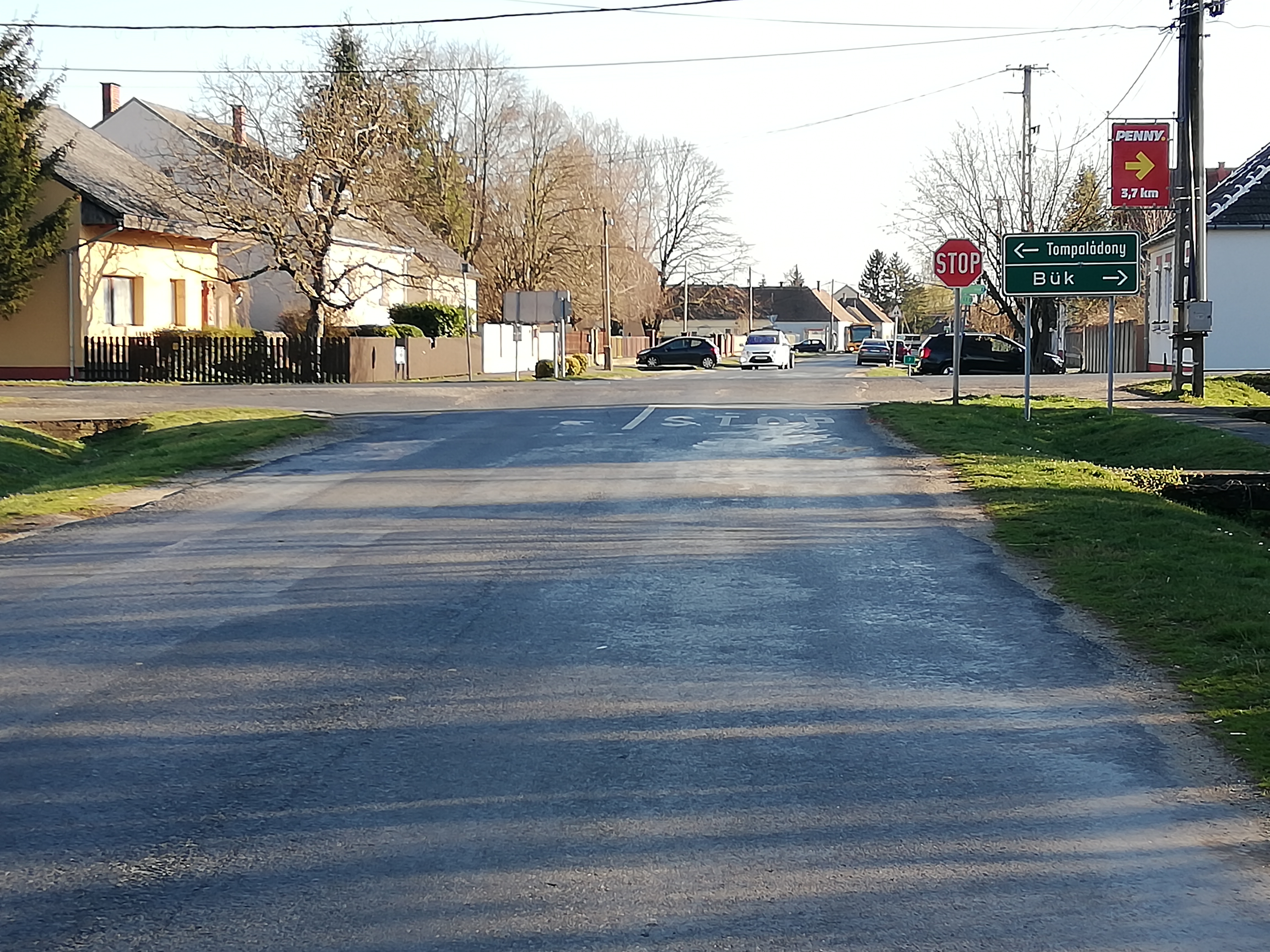
A 8633-as (elöl), 8632-es (hátul) és 8614-es utak (keresztben) csomópontja Bőn

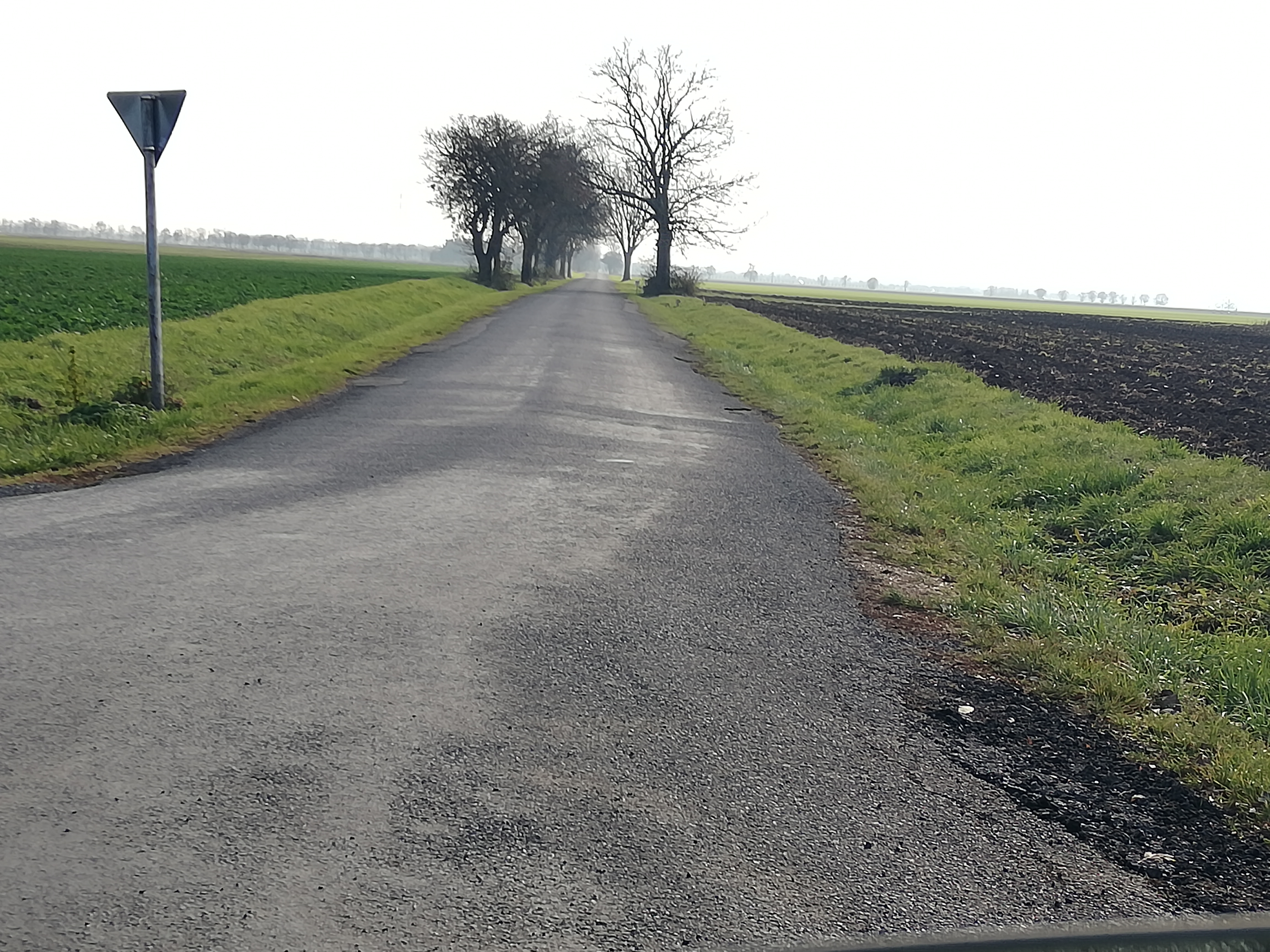
A 8618-as út felől nézve Lócs külterületén

A 8633-as számú mellékút egy rövid, valamivel több, mint 4 kilométer hosszú, négy számjegyű országos közút Vas vármegye területén; Bő és Lócs községeket köti össze egymással.

## Nyomvonala
A 8614-es útból ágazik ki, annak a 23+750-es kilométerszelvénye közelében, Bő központjában; lényegében a Hegyfalutól odáig vezető 8632-es út egyenes folytatása. Észak felé indul, Széchenyi utca néven; mintegy 500 méter után kilép a község belterületéről, de az irányát továbbra is tartja. Már majdnem a 3. kilométerénél jár, amikor keresztezi a 8634-es utat, annak 4+350-e kilométerszelvénye táján, kevéssel ezután pedig elválik Bőtől és átlépi Lócs határát. E község nyugati szélétől nem messze, de külterületek közt ér véget, beletorkollva a 8618-as útba, annak a 18+100-as kilométerszelvénye közelében.
Teljes hossza, az országos közutak térképes nyilvántartását szolgáló kira.gov.hu adatbázisa szerint 4,156 kilométer.

## Települések az út mentén
- Bő
- Lócs